# たった今考えたプロポーズの言葉を君に捧ぐよ。
『たった今考えたプロポーズの言葉を君に捧ぐよ。』（たったいまかんがえたプロポーズのことばをきみにささぐよ）は、daipo（CRIMAGE）が制作し、日本のボードゲームメーカーClaGlaが発売しているボードゲームである。アナログゲーム制作団体CRIMAGEがゲームマーケット2017秋にて販売を開始した。

## 概要
配られたカードを自由に組み合わせてプロポーズの言葉を作るパーティゲーム。
親が顔を伏せゆっくり10を数える間に、他のプレイヤーは配られたカードを組み合わせてプロポーズの言葉を作る。親の左隣のプレイヤーから順番にプロポーズの言葉を読み上げ、最後に「結婚しよう」と言いながら自分が持っている指輪を親に差し出す。親は最もグッときたプロポーズの言葉を捧げたプレイヤーの指輪を受け取り、自分の持つ3個全ての指輪が最初になくなったプレイヤーの勝利となる。

## 内容物
- 「遊び方説明書」 1部
- 「指輪カウンター」 赤、オレンジ、黄色、緑、青、紫の6色、各3個
- 「初期カード」 赤、オレンジ、黄色、緑、青、紫の6色、各6枚セット
- 「単語カード」 164枚

## 拡張セット
拡張セットには「指輪カウンター」1色3個と「初期カード」1色6枚セット、「単語カード」が80枚収録されており、プレイ人数を1人増やすことができる。
拡張セットのみで遊ぶことはできない。
- ラバーズピンク - 2019年5月発売。「指輪カウンター」「初期カード」の色はピンク。「単語カード」はラブラブな雰囲気が漂うもの[1]。
- ストーカーブラック - 2019年5月発売。「指輪カウンター」「初期カード」の色はブラック。「単語カード」はブラックな雰囲気が漂うもの[2]。
- 空気クリア - 2020年11月発売。「指輪カウンター」「初期カード」の色はクリア[3]。「単語カード」は存在感のない雰囲気が漂うもの[4]。
- ウェイウェイゴールド - 2023年4月発売。「指輪カウンター」「初期カード」の色はゴールド。「単語カード」は陽気な雰囲気が漂うもの。また、「初期カード」は7人全員分が入っており、一人称・二人称が変更されている。
- ダンディシルバー - 2023年4月発売[5]。「指輪カウンター」「初期カード」の色はシルバー。「単語カード」は男前な雰囲気が漂うもの。また、「初期カード」は7人全員分が入っており、一人称が変更されている。

## ミニ拡張セット・単語カード10枚セット
ミニ拡張セットには「単語カード」が24枚、単語カード10枚セットには10枚収録されている。
ミニ拡張セット
- ナゾグラ - 2020年11月発売。ClaGlaの謎解き空間『ナゾグラ』とのコラボレーション作[6][7]。
- ゆこる - 2020年11月発売。ボードゲームカフェ『ゆこる』とのコラボレーション作[6][8]。 ゆこる限定販売。
- イエローサブマリン - 2021年3月発売。模型玩具とテーブルゲームの小売・製造・販売会社『ホビーベースイエローサブマリン』とのコラボレーション作[9][10][11]。イエローサブマリン限定販売。
- 三人称 - 2021年4月発売。ゲーム実況グループ『三人称』とのコラボレーション作[9][12][13]。SANNINSHOP限定販売。
- トニカクカワイイ - 2022年2月発売[14]。畑健二郎作の漫画『トニカクカワイイ』とのコラボレーション作。
- ドン・キホーテ - 2022年5月発売。ディスカウントストア『ドン・キホーテ』とのコラボレーション作[15]。ドン・キホーテ限定販売。
- ゲームマーケット - 2023年5月発売。アナログゲームイベント『ゲームマーケット』とのコラボレーション作。ゲームマーケット会場限定販売。
- for コスプレイヤー - 2023年5月発売。
- for クズメン - 2023年12月発売[16]。
- for 厨二病 - 2024年4月発売[17]。
- for 死語オジサン - 2024年11月発売[18]。
- 藻岩下BRICK - 2025年4月発売[19]。単語カード10枚セットのリニューアル版。藻岩下BRICK限定販売。

単語カード10枚セット
- 藻岩下BRICK - 2023年11月発売。ClaGla運営のカフェ『藻岩下BRICK』とのコラボレーション作。藻岩下BRICK限定販売。ミニ拡張セット版の発売に伴い終売。
- ココフォリア - 2023年12月発売。TRPGサポートツール『ココフォリア』とのコラボレーション作。

その他
- 一人称変更セット「私とあなた」 - 2024年11月発売。基本セットの初期カードと差し替える新規初期カード6枚×6セット入り。

## 受賞歴
- ゲームマーケット大賞2018優秀作品賞[20]
- 日本アナログゲーム　ゲームカフェ大賞2018ー2019[21]

## スピンオフ作品
- 教祖爆誕 たった今くだった神託で君を救うよ。
2024年4月20日発売[22]。悩める親プレイヤーに対し、他プレイヤーが神託を作成する。
- クソレビュージャングル たった今考えたクソレビューでベストレビュアーになって承認欲求を満たすよ。
2025年4月23日発売[23]。架空の商品レビューを作成する。基本的なシステムは本家と同様だが、親プレイヤーは決めず、制限時間は最初のレビュー完成から1分以内、全レビュー発表後に全員で自身以外のレビューに投票し優秀作を決める等、細かな点が調整されている。